# Canencia
Canencia er en by og kommune i det centrale Spanien i Madrid-regionen. Den har et indbyggertal på 469 (2024) indbyggere.